# Awad al-Baraasi
Awad al-Baraasi   est un ingénieur en électricité libyen, né à Benghazi le 28 juin 1966. Après la Révolte libyenne de 2011 contre le régime de Kadhafi, il devient ministre de l'Électricité dans le gouvernement intérimaire

## Sources
- (en) Cet article est partiellement ou en totalité issu de l’article de Wikipédia en anglais intitulé « Awad al-Baraasi » (voir la liste des auteurs).